# Halda River
Halda River är ett vattendrag i Bangladesh. Det ligger i provinsen Chittagong, i den sydöstra delen av landet, 210 km sydost om huvudstaden Dhaka.
I omgivningarna runt Halda River växer huvudsakligen savannskog. Runt Halda River är det mycket tätbefolkat, med 2 345 invånare per kvadratkilometer.